# Plac

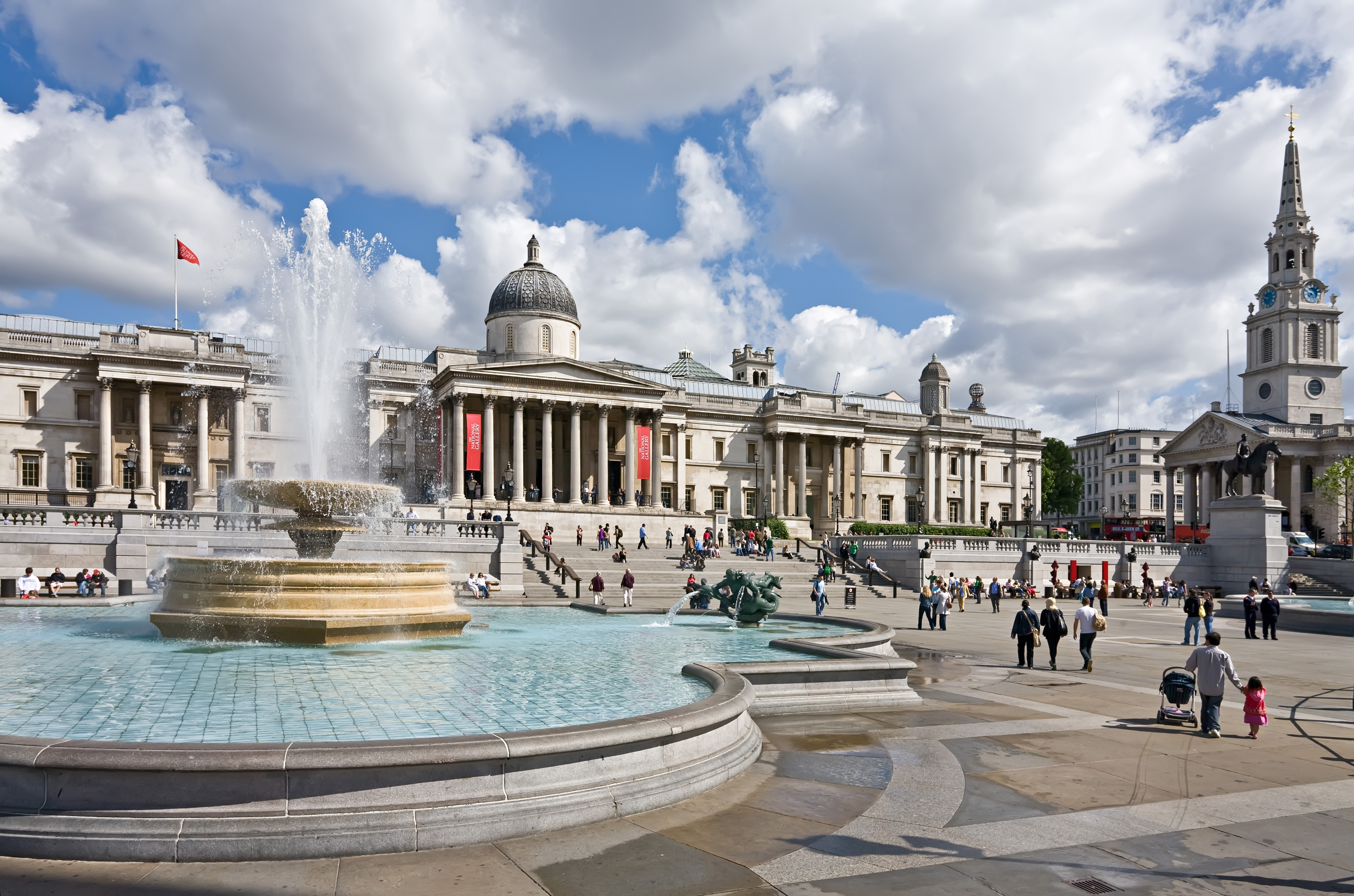
Trafalgar Square, Londyn (2009)

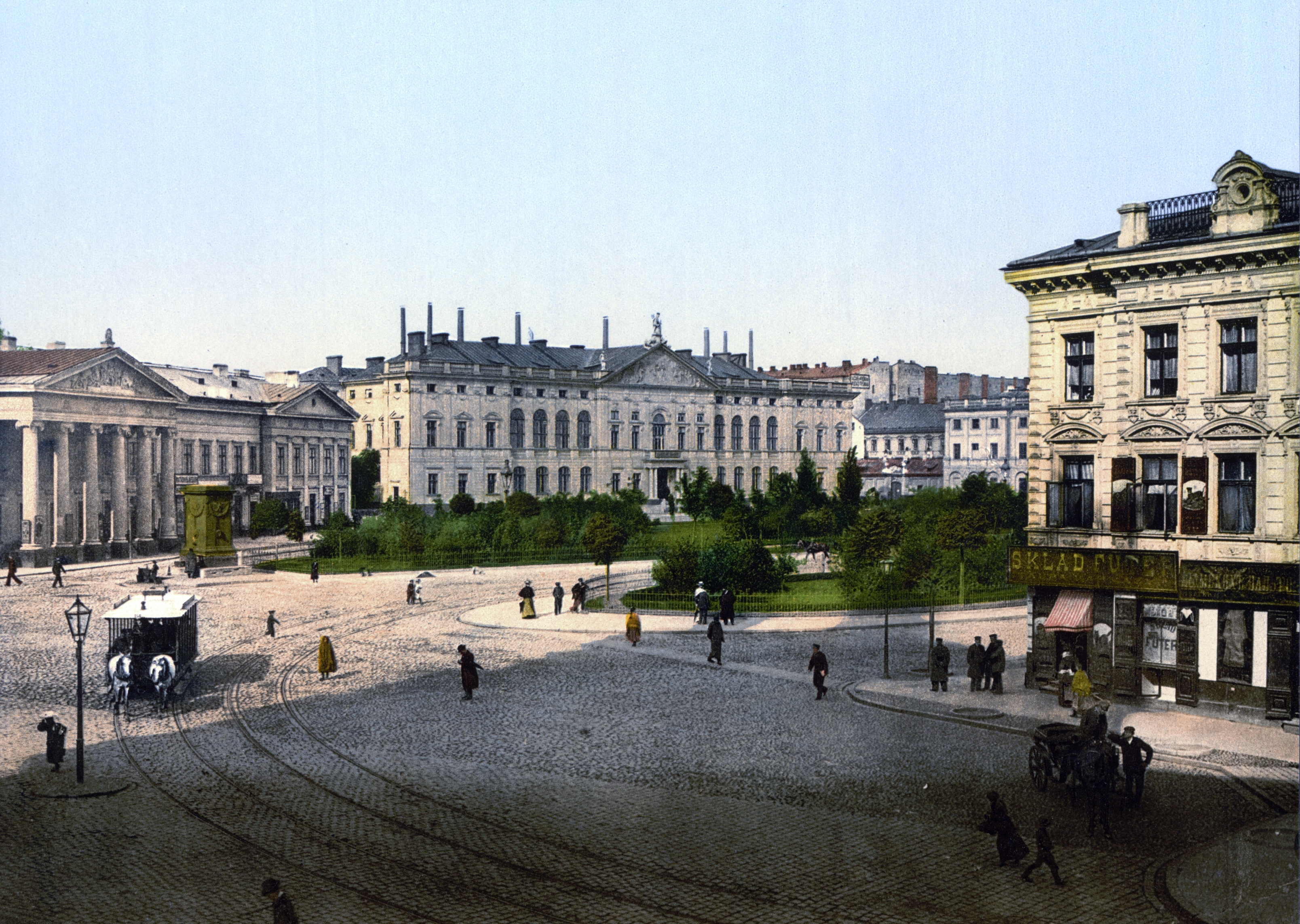
Plac Krasińskich w Warszawie (1900)

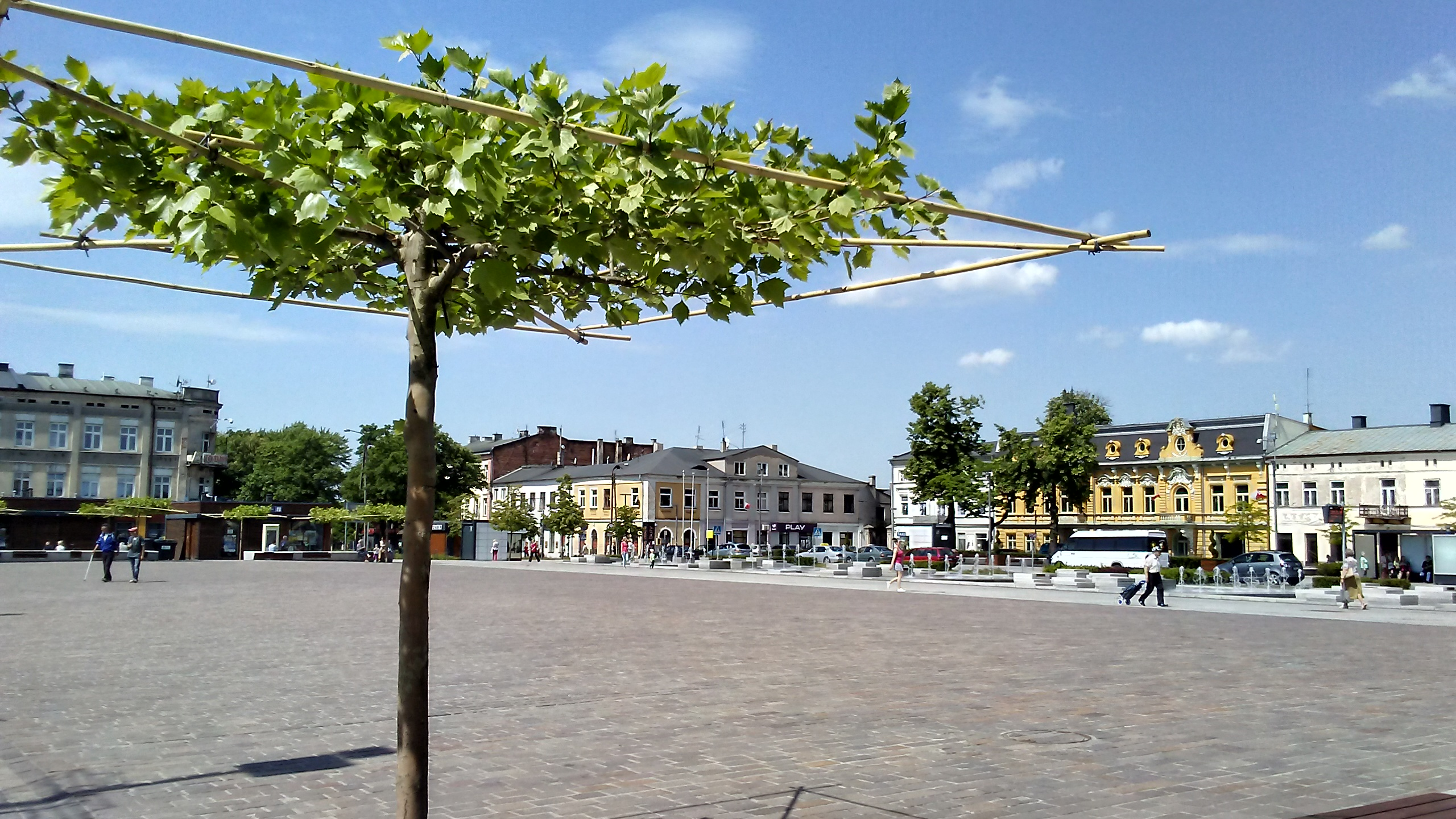
Plac Kościuszki w Tomaszowie Mazowieckim

Plac (niem. Platz – puste miejsce; z łac. platea – szeroka ulica, bulwar, plac; od gr. πλατεῖα ὁδός – plateia hodos – szeroka ulica) – wolna, niezabudowana przestrzeń miejska, zwykle w kształcie prostokąta lub kwadratu, ograniczona zabudową, ulicami, zielenią, przeważnie wyłączona z ruchu pojazdów. Często plac zdominowany jest przez charakterystyczną budowlę lub ich zespół (obiekty sakralne, gmachy użyteczności publicznej, zamki i pałace), a w jego obrębie znajdują się zazwyczaj pomniki, kolumny, fontanny, słupy ogłoszeniowe i inne obiekty małej architektury.
Większość placów miejskich jest miejscem koncertów, happeningów, demonstracji, wieców i innych wydarzeń o charakterze masowym, może też pełnić funkcję targowiska lub parkingu.
Pierwsze place powstały w miastach około 6000 lat temu jako miejsca wymiany handlowej. Główne place miast starożytnego Rzymu nosiły miano forum, natomiast Grecji – agory. W miastach średniowiecznych centralny plac, przy którym znajdował się ratusz, sukiennice, waga miejska itp. budowle i zbiegały się na nim główne drogi, nazywano rynkiem. Place publiczne w obecnej formie wywodzą się z renesansowych miast włoskich.
Największym placem publicznym na świecie jest plac Tian’anmen w Pekinie, którego powierzchnia wynosi 0,44 km².
Określenie plac odnosi się także do różnych wydzielonych, w różny sposób zagospodarowanych, miejsc (np. plac budowy, plac zabaw).